# Grand Prix Německa 1965
Grand Prix Německa 1965 (oficiálně XXVII Großer Preis von Deutschland) se jela na okruhu Nürburgring v Nürburgu v Německu dne 1. srpna 1965. Závod byl sedmým v pořadí v sezóně 1965 šampionátu Formule 1.

## Kvalifikace
| 1      | 1  | Jim Clark          | Lotus-Climax   | 8:22.7 |
| 2      | 10 | Jackie Stewart     | BRM            | 8:26.1 |
| 3      | 9  | Graham Hill        | BRM            | 8:26.8 |
| 4      | 7  | John Surtees       | Ferrari        | 8:27.0 |
| 5      | 5  | Dan Gurney         | Brabham-Climax | 8:29.0 |
| 6      | 2  | Mike Spence        | Lotus-Climax   | 8:33.4 |
| 7      | 8  | Lorenzo Bandini    | Ferrari        | 8:33.8 |
| 8      | 12 | Jochen Rindt       | Cooper-Climax  | 8:37.5 |
| 9      | 16 | Jo Bonnier         | Brabham-Climax | 8:37.9 |
| 10     | 11 | Bruce McLaren      | Cooper-Climax  | 8:39.0 |
| 11     | 17 | Jo Siffert         | Brabham-BRM    | 8:39.6 |
| 12     | 3  | Gerhard Mitter     | Lotus-Climax   | 8:40.4 |
| 13     | 6  | Denny Hulme        | Brabham-Climax | 8:42.3 |
| 14     | 4  | Jack Brabham       | Brabham-Climax | 8:44.9 |
| 15     | 18 | Bob Anderson       | Brabham-Climax | 8:47.4 |
| 16     | 19 | Chris Amon         | Lotus-BRM      | 8:50.5 |
| 17     | 20 | Richard Attwood    | Lotus-BRM      | 8:57.7 |
| 18     | 21 | Frank Gardner      | Brabham-BRM    | 8:59.3 |
| 19     | 24 | Masten Gregory     | BRM            | 9:14.3 |
| 20     | 22 | Paul Hawkins       | Lotus-Climax   | 9:16.8 |
| 21     | 25 | Roberto Bussinello | BRM            | 9:17.7 |
| 22     | 23 | Ian Raby           | Brabham-BRM    | 9:17.8 |
| Zdroj: |    |                    |                |        |

## Závod
| Poř.   | No. | Jezdec             | Konstruktér    | Počet kol | Čas/Odstoupení    | Pořadí na startu | Body |
| ------ | --- | ------------------ | -------------- | --------- | ----------------- | ---------------- | ---- |
| 1      | 1   | Jim Clark          | Lotus-Climax   | 15        | 2:07:52.4         | 1                | 9    |
| 2      | 9   | Graham Hill        | BRM            | 15        | +15.9             | 3                | 6    |
| 3      | 5   | Dan Gurney         | Brabham-Climax | 15        | +21.4             | 5                | 4    |
| 4      | 12  | Jochen Rindt       | Cooper-Climax  | 15        | +3:29.6           | 8                | 3    |
| 5      | 4   | Jack Brabham       | Brabham-Climax | 15        | +4:41.2           | 14               | 2    |
| 6      | 8   | Lorenzo Bandini    | Ferrari        | 15        | +5:08.6           | 7                | 1    |
| 7      | 16  | Jo Bonnier         | Brabham-Climax | 15        | +5:58.5           | 9                |      |
| 8      | 24  | Masten Gregory     | BRM            | 14        | +1 kolo           | 18               |      |
| Ret    | 7   | John Surtees       | Ferrari        | 11        | Převodovka        | 4                |      |
| Ret    | 17  | Jo Siffert         | Brabham-BRM    | 9         | Motor             | 11               |      |
| Ret    | 2   | Mike Spence        | Lotus-Climax   | 8         | Řazení            | 6                |      |
| Ret    | 3   | Gerhard Mitter     | Lotus-Climax   | 8         | Únik vody         | 12               |      |
| Ret    | 20  | Richard Attwood    | Lotus-BRM      | 8         | Únik vody         | 16               |      |
| Ret    | 11  | Bruce McLaren      | Cooper-Climax  | 7         | Převodovka        | 10               |      |
| Ret    | 6   | Denny Hulme        | Brabham-Climax | 5         | Únik paliva       | 13               |      |
| Ret    | 19  | Chris Amon         | Lotus-BRM      | 3         | Elektronika       | 15               |      |
| Ret    | 22  | Paul Hawkins       | Lotus-Climax   | 3         | Únik oleje        | 19               |      |
| Ret    | 10  | Jackie Stewart     | BRM            | 2         | Zavěšení          | 2                |      |
| Ret    | 21  | Frank Gardner      | Brabham-BRM    | 0         | Převodovka        | 17               |      |
| DNS    | 18  | Bob Anderson       | Brabham-Climax |           | Nehoda v tréninku |                  |      |
| DNQ    | 25  | Roberto Bussinello | BRM            |           |                   |                  |      |
| DNQ    | 23  | Ian Raby           | Brabham-BRM    |           | Nehoda v tréninku |                  |      |
| Zdroj: |     |                    |                |           |                   |                  |      |

## Průběžné pořadí po závodě
Pohár jezdců
|        | Pořadí | Jezdec         | Body    |
| ------ | ------ | -------------- | ------- |
|        | 1      | Jim Clark      | 54      |
|        | 2      | Graham Hill    | 30 (32) |
|        | 3      | Jackie Stewart | 25      |
|        | 4      | John Surtees   | 17      |
| 3      | 5      | Dan Gurney     | 9       |
| Zdroj: |        |                |         |

Pohár konstruktérů
|        | Pořadí | Konstruktér    | Body    |
| ------ | ------ | -------------- | ------- |
|        | 1      | Lotus-Climax   | 54      |
|        | 2      | BRM            | 39 (43) |
|        | 3      | Ferrari        | 21      |
|        | 4      | Brabham-Climax | 15      |
|        | 5      | Cooper-Climax  | 11      |
| Zdroj: |        |                |         |